# Ланжер, Мишель-Огюст-Мари
Мише́ль-Огю́ст-Мари́ Ланже́р (фр. Michel-Auguste-Marie Langer MEP, 10.12.1920 г., Тевре, Франция — 1.09.2012 г., Накхонсаван, Таиланд) — католический прелат, первый епископ Накхонсавана с 9 февраля 1967 года по 24 мая 1976 год, член монашеской миссионерской конгрегации «Парижское общество заграничных миссий».

## Биография
Мишель-Огюст-Мари Ланжер родился 10 декабря 1920 года в селении Тевре, Франция. После получения среднего образования вступил в миссионерскую организацию «Парижское общество заграничных миссий». 21 декабря 1946 года был рукоположён в священника и отправлен на миссию в Индокитай.
9 февраля 1967 года Римский папа Павел VI назначил Мишеля-Огюста-Мари Ланжера епископом Накхонсавана. 13 апреля 1967 года состоялось рукоположение Мишеля-Огюста-Мари в епископа, которое совершил бангкокский архиепископ Иосиф Кхиамсун Ниттайо в сослужении с епископом Убонратчатхани Клодом-Филиппом Байе и епископом Накхон-Раясимы Алайном Савьером Фердинандом ван Гавером.
24 мая 1976 года Мишель-Огюст-Мари Ланжер вышел в отставку.
Скончался 27 марта 1989 года в Накхонсаване.